# لويس ميكيسوني
لويس خوسيه ميكيسوني (مواليد 25 يوليو 1995) ، لاعب كرة قدم من موزمبيق و هو كان لاعب جناح في نادي سيمبا التنزاني .